# Torres de Alfragide
As Torres de Alfragide são um conjunto de edifícios residenciais sito em Alfragide, Amadora, Portugal. O complexo é constituído por três torres residenciais e um centro comercial no nível térreo que liga os três edifícios. Também dispõe de um parque de estacionamento subterrâneo e de piscinas, atualmente em desuso. É um exemplo de arquitetura influenciada pelo brutalismo.

## Edifícios
As três torres residenciais têm alturas diferentes, variando entre 10 a 15 pisos. A planta de cada torre assemelha-se a um trevo de quatro folhas, composta por um núcleo central de serviços equipado com escadas, elevadores e rampas de lixo, e a partir do qual emergem os três conjuntos de quatro "subtorres". Os apartamentos possuem tipologias diferentes, desde apartamentos de um só andar até apartamentos duplex.
O piso térreo alberga o centro comercial de dois pisos, com lojas, cafés e escritórios. Até finais dos anos 80 esta área contava também com um cinema, desde então encerrado.

## Arquitetura
O projeto teve como principal responsável o arquiteto Tomás Taveira, durante a sua passagem pelo gabinete de arquitectura de Conceição Silva. Taveira cita James Stirling como a sua principal influência para este projeto, e em particular o Edifício de Engenharia da Universidade de Leicester. O projeto possui também paralelismos com a urbanização Robin Hood Gardens de Alison e Peter Smithson e com a Keeling House de Denys Lasdun.

## Galeria

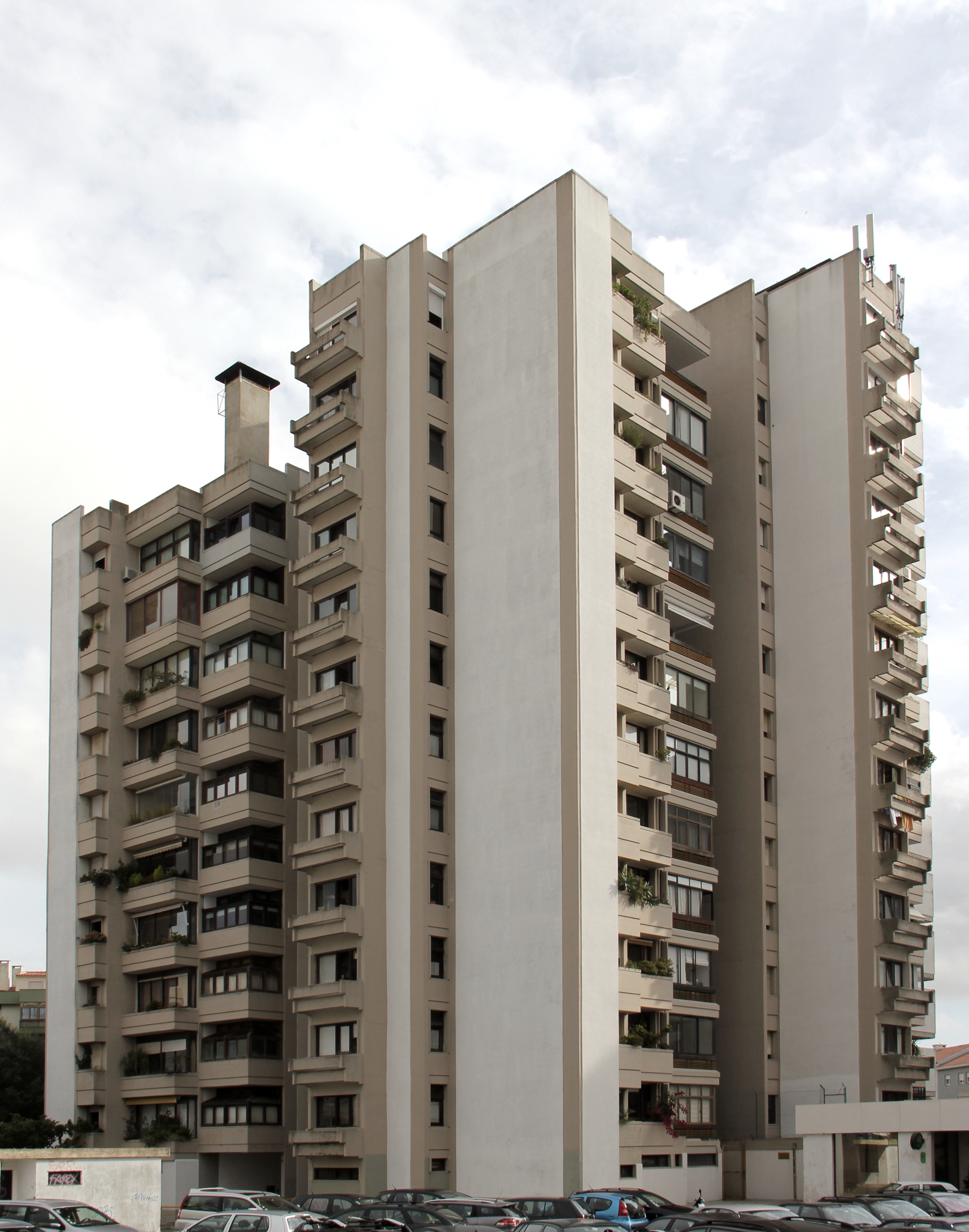
Torre norte. A entrada do centro comercial é visível no canto inferior direito.
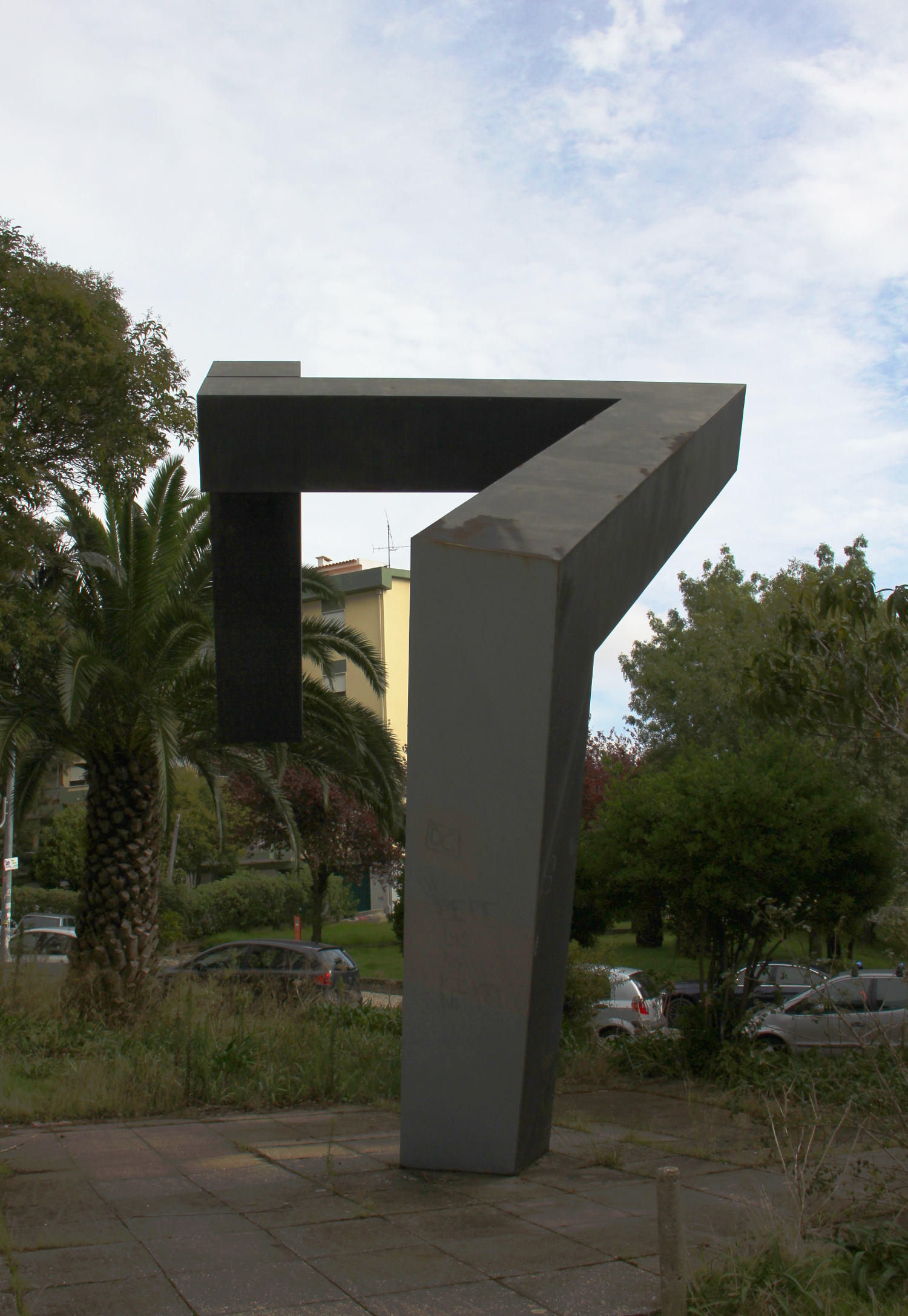
Escultura num dos acessos às torres.
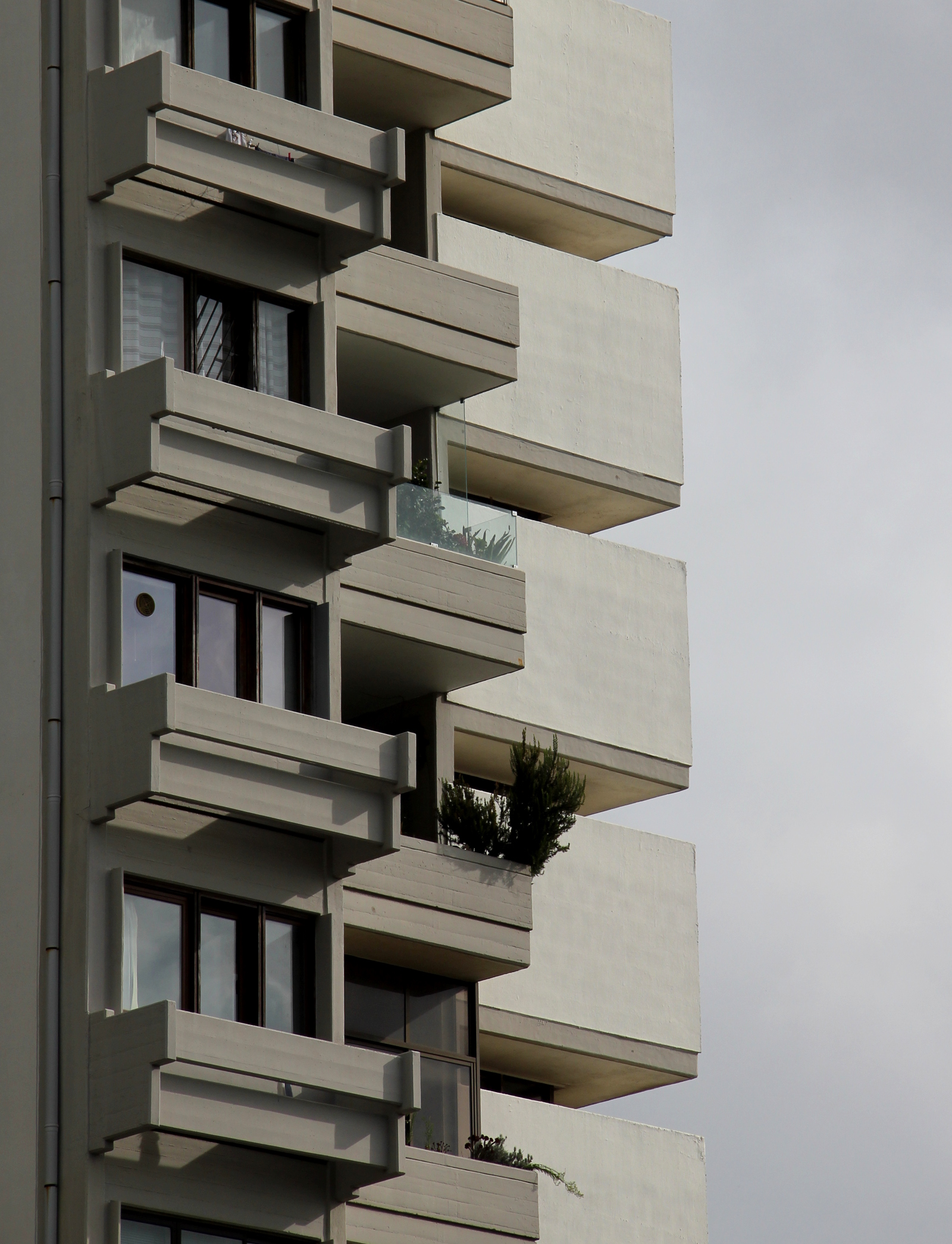
Detalhe das varandas
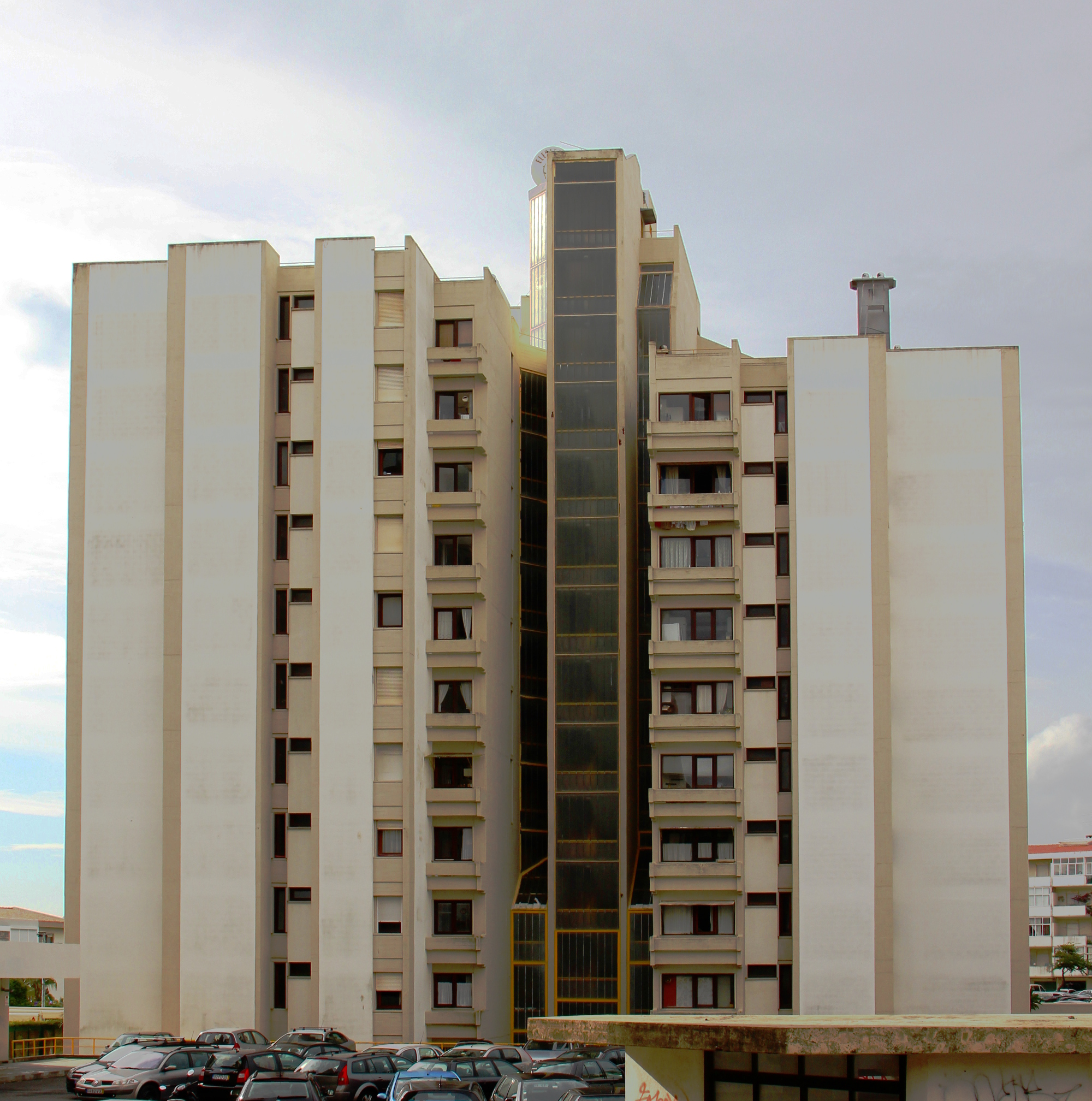
Torre sul, vista do norte.
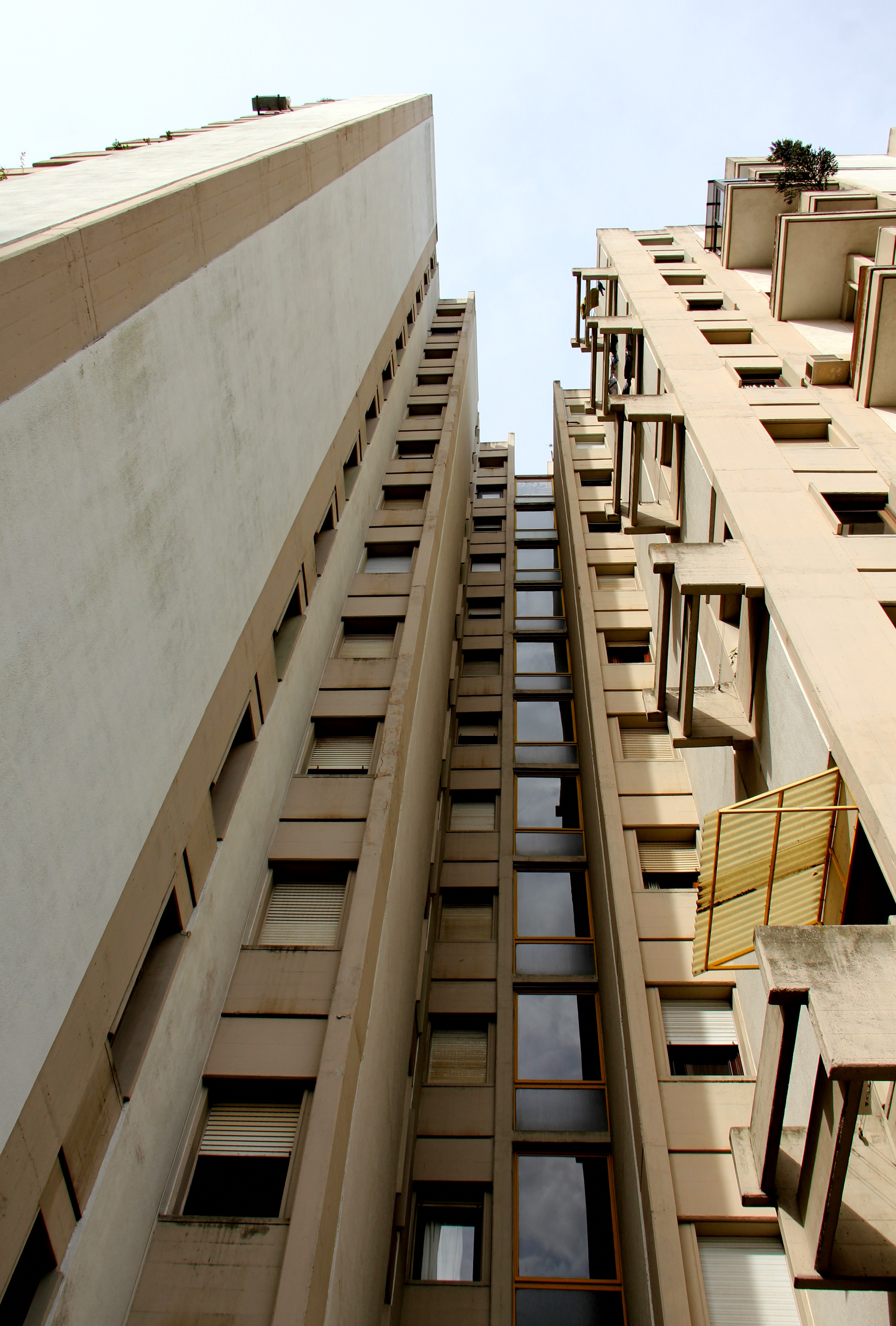
Detalhe da torre norte.
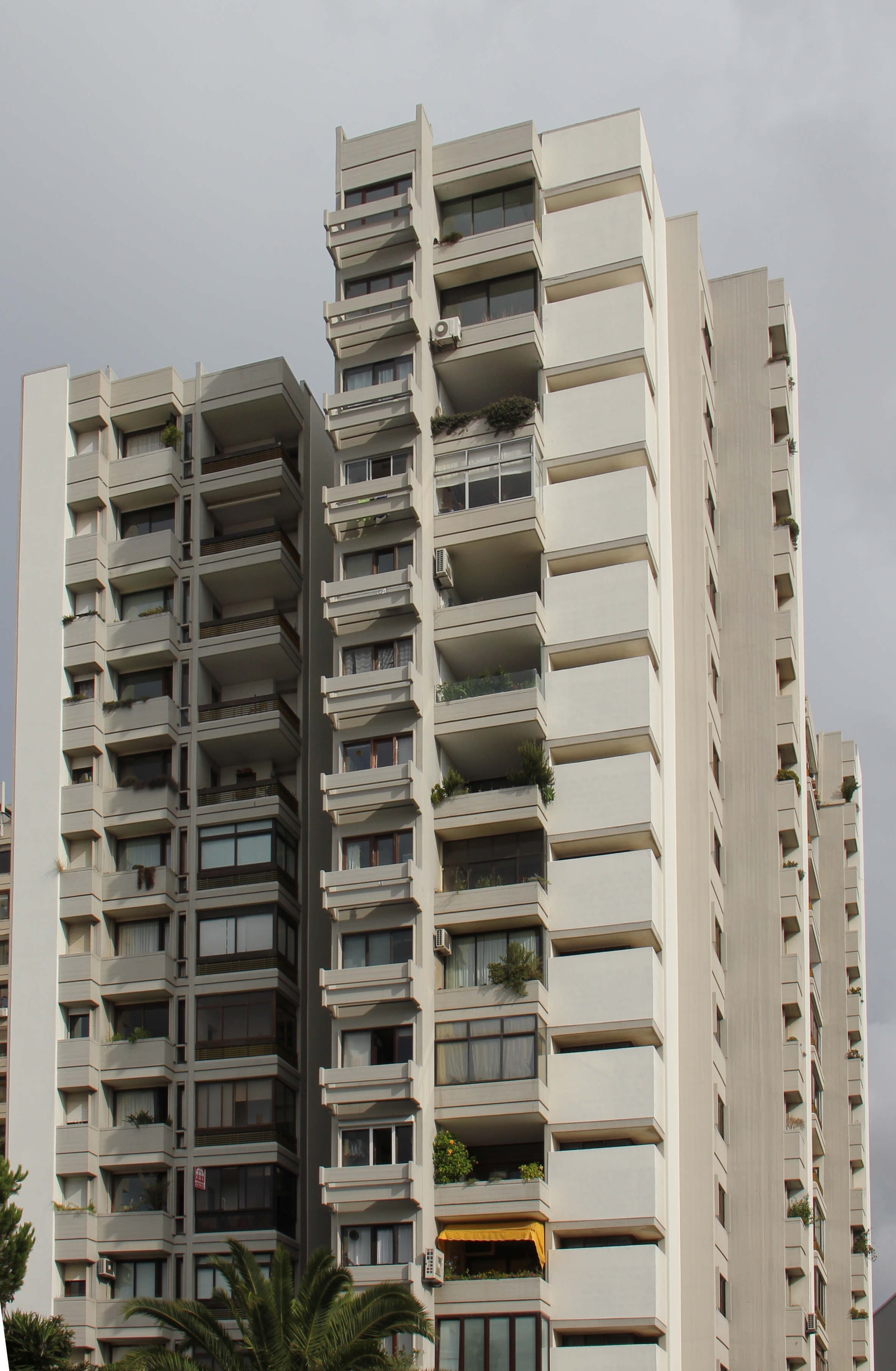
Torre leste vista do nível da rua.